# Vroegpaleolithicum
Het vroegpaleolithicum, laagpaleolithicum of oudpaleolithicum is de vroegste onderverdeling van het paleolithicum of oude steentijd. Het overspant de tijd van rond 2,5 miljoen jaar geleden, met het eerste bewijs van het bewerken en gebruik van stenen werktuigen door mensachtigen in de huidige archeologische vondsten, tot ongeveer 300.000 jaar geleden. Het omvat de Oldowan ("type 1") en Acheuléen ("type 2") methodes van steenbewerking.
Het vroegpaleolithicum wordt gevolgd door het middenpaleolithicum, dat het verschijnen van de meer geavanceerde voorbereide kernsteen-techniek zoals het Moustérien ziet. Of de eerste menselijke vuurbeheersing uit het vroeg- of middenpaleolithicum dateert is nog omstreden.
In de prehistorie van Afrika valt deze periode grotendeels overeen met wat de Early Stone Age wordt genoemd.

## Gelasien

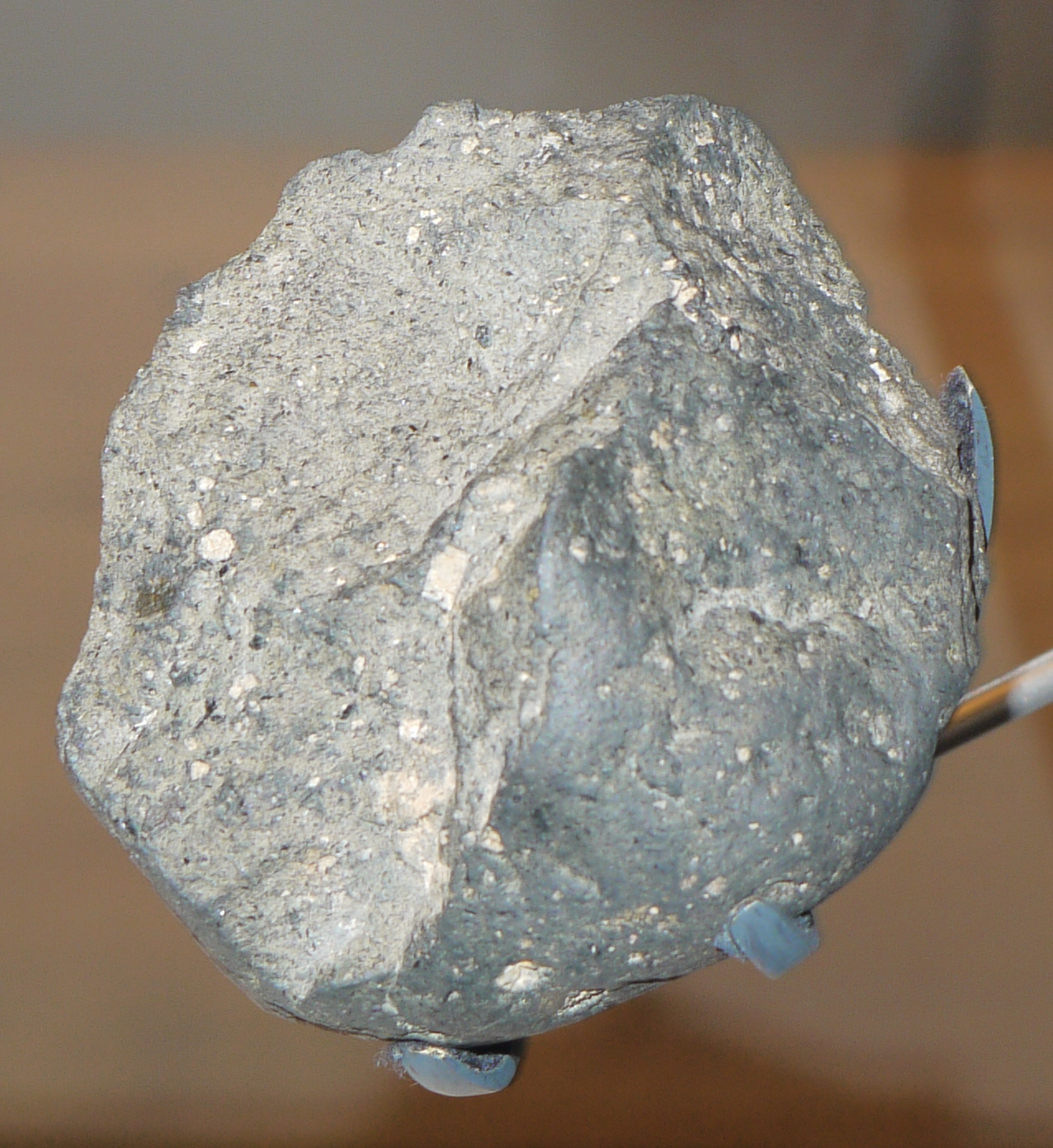
Basalten chopper uit de Olduvaikloof, 1-2 miljoen jaar oud

### Homo habilis
Het vroege paleolithicum begint zo'n 2,5 miljoen jaar geleden in het Gelasien (Vroegpleistoceen), met de verschijning van het geslacht Homo (Homo habilis). Deze vroege mensen hadden primitieve gereedschappen, samengevat onder de Oldowan-horizon, die bijna een miljoen jaar dominant zijn gebleven, van ongeveer 2.500.000 tot 1.700.000 jaar geleden. Homo habilis wordt vermoed in de eerste plaats als aaseter te hebben geleefd. Hierbij gebruikte hij gereedschappen om vlees van het aas te schrapen of om botten te breken om het merg eruit te halen.
De omschakeling van het vooral op fruit gebaseerde of omnivore dieet van Australopithecus naar de vleesetende levensstijl van de vroege Homo is te verklaren door de klimaatveranderingen in Oost-Afrika in verband met de Kwartair-ijstijd. Afnemende oceanische verdamping resulteerde in een droger klimaat en een uitbreiding van de savanne ten koste van de bossen. Verminderde beschikbaarheid van fruit dwong sommige Australopitheci ertoe nieuwe voedselbronnen te vinden in de drogere savannes.

## Calabrien

### Homo erectus
Ongeveer 1,8 miljoen jaar geleden verscheen Homo erectus, via de overgangsvorm Homo ergaster.
In het Calabrien maakte Homo erectus de overstap van het eten van aas naar de jacht. Het jagen en verzamelen werd de levensstijl die gedurende de rest van het Paleolithicum en Mesolithicum dominant zou blijven. Deze nieuwe levenswijze veroorzaakte een aantal veranderingen in gedrag en fysiek.
Homo erectus migreerde uit Afrika en verspreidde zich over Eurazië. Stenen werktuigen in Maleisië zijn gedateerd op 1.830.000 jaar geleden. De Pekingmens, ontdekt in 1929, is ongeveer 700.000 jaar oud.

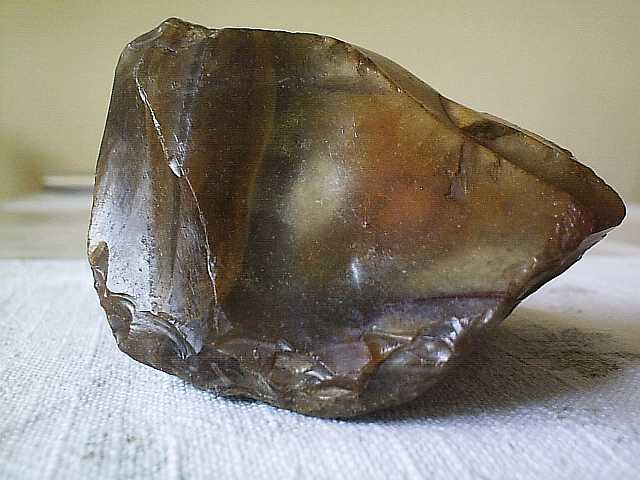
Clactonian chopper van Rickson’s Farm pit, Clacton, Essex

In Europa splitst de Oldowan-traditie (in Europa bekend als Abbevillien) zich in twee parallelle tradities: het Clactonian, een chopper-traditie, en het Acheuléen, een vuistbijl-traditie. De Levalloistechniek voor vuursteenbewerking ontwikkelde zich in deze tijd.

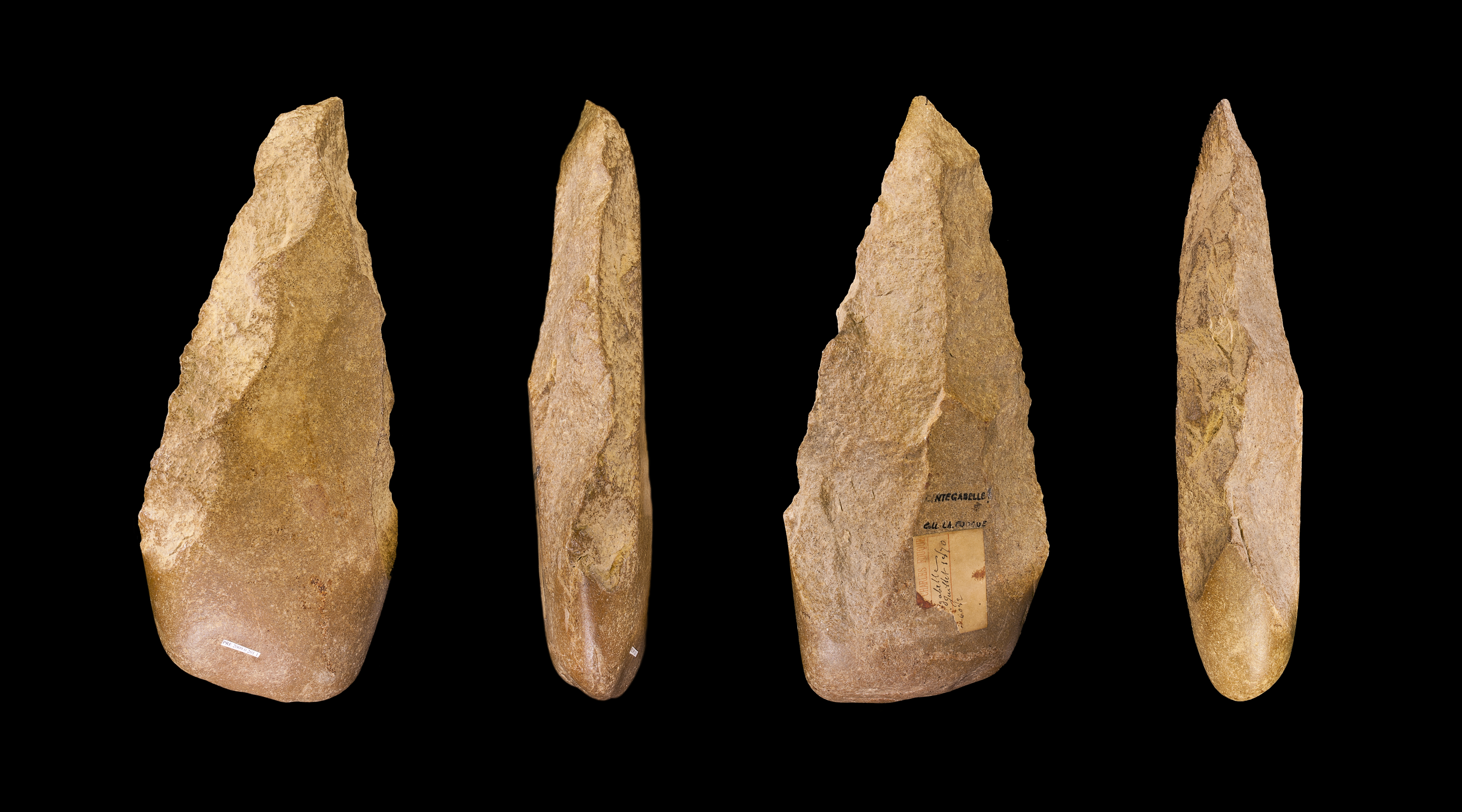
Typische bifaciale vuistbijl uit het Acheuléen

De drager hiervan was ongetwijfeld Homo erectus. Dit type mens is meer duidelijk gekoppeld aan de chopper-traditie, die zich via de Balkan over Zuid-Europa verspreidde, en met name in Zuidoost-Azië prominent aanwezig was.

### Homo heidelbergensis
De verschijning van Homo heidelbergensis ongeveer 600.000 jaar geleden luidt een aantal andere nieuwe mensvormen in, zoals de Rhodesiëmens en de Cepranomens ongeveer 400.000 jaar geleden.
In Europa verscheen er een soort van intermediair mensentype tussen Homo erectus en Homo sapiens, in het verleden samengevat als archaïsche Homo sapiens, getypeerd door zulke fossielen als gevonden in Steinheim, Tautavel, en Vértesszöllös (Homo erectus seu sapiens palaeohungaricus). Tegenwoordig worden deze gezien als late Homo heidelbergensis. In deze periode ontstaat de vuistbijltraditie.
De voortbrenger kan Homo heidelbergensis zijn geweest, verantwoordelijk voor de vervaardiging van verbeterd "type 2"-Acheuléen-gereedschap in Afrika vanaf 600.000 jaar BP. Choppers en vuistbijlen kwamen in Europa naast elkaar voor, soms op dezelfde plaats. De vuistbijltraditie verspreidde zich evenwel naar het oosten. Ze verscheen in Arabië en India, maar niet in Zuidoost-Azië.

## Overgang naar het middenpaleolithicum
Het middenpaleolithicum is specifiek voor West-Eurazië en valt daar samen met de komst van de neanderthalers. Veel Moustérien-vondsten uit het middenpaleolithicum zijn nog geproduceerd met een Levalloistechniek, wat suggereert dat de neanderthalers evolueerden uit Homo heidelbergensis.
Vanaf ongeveer 300.000 jaar geleden lijken technologie, sociale structuren en gedrag meer complex te worden. Met voorbereide kernsteen-techniek geproduceerde gereedschappen verschijnen, de vroegste voorbeelden van begrafenissen, en mogelijk het gebruik van vuur.
In Afrika spreekt men in deze periode van de Middle Stone Age, en ontstaan de eerste vroege moderne mensen.